# Diaptomus hesperus
Diaptomus hesperus är en kräftdjursart som beskrevs av Wilson och S.F. Light. Diaptomus hesperus ingår i släktet Diaptomus och familjen Diaptomidae. Inga underarter finns listade i Catalogue of Life.